# 卡洛斯·維拉
卡洛斯·維拉（西班牙語：Carlos Alberto Vela Garrido，1989年3月1日—）是一名前墨西哥職業足球員，司職前鋒、翼鋒和進攻中場。2025年5月下旬宣佈掛靴。
韋拿於墨西哥球會瓜達拉哈拉開始其職業生涯，於2005年國際足協U-17世界錦標賽成為神射手後，吸引了眾多歐洲球會注意，並於該年加入阿仙奴。他曾被外借至萨拉曼卡和奥萨苏纳兩支西班牙球會各一年，亦被外借至英格蘭球會西布朗。2011年被外借至皇家蘇斯達後，韋拿於次年8月10日正式轉會。2018年1月，他轉會至美國職業足球大聯盟球會FC洛杉磯。
於國家隊方面，韋拿於2007年首次代表墨西哥國家足球隊上陣，對手為巴西國家足球隊；他於對陣危地馬拉國家足球隊時則攻入首個國家隊入球。韋拿入選了2009年美洲金盃墨西哥隊的大軍名單，並贏得冠軍。他亦代表墨西哥隊參與了2010年世界盃。其後3年，韋拿曾以各種原因拒絕了墨西哥隊的徵召，缺陣所有友誼賽、世界盃外圍賽和其他重要賽事。2014年11月，他重新返回國家隊，並參加了2017年洲際國家盃和2018年世界盃。
除了墨西哥國籍外，韋拿亦擁有西班牙國籍。

## 生平

### 成長歷程
卡路士·韋拿是亞雷漢德羅·韋拿（Alejandro Vela，曾效力於瓜達拉哈拉，現效力於墨西哥聯賽的賈奎斯。）的弟弟。在登陸歐洲之前，韋拿的職業生涯起始於其哥哥所在的瓜達拉哈拉（Guadalajara）。儘管他沒有在該隊的一線陣容中贏得一席之地，但當他隨墨西哥隊征戰了U-17世界盃之後，他的機會出現了。韋拿幫助墨西哥隊贏得了本次錦標賽，擊敗了不少奪冠熱門包括巴西隊。在3比0擊敗巴西一役中，他扮演了關鍵性的角色。在隨後的各項統計中，他又以5球贏得了金靴獎。終於在世界盃後，瓜達拉哈拉的老闆兼主席霍格·贝吉拉（Jorge Vergara）向他提供了合約。由於韋拿一家居住地經常受風暴襲擊，韋拿要求俱樂部重新安置他的家庭作為合同的附加條款。在此之前，他也已經向人們展示了他對父親的愛。他的冠軍獎盃及金靴獎一同做為父親的生日禮物奉獻給了父親。

### 登陸歐洲
在U-17世界盃之後，韋拿引起了諸多歐洲俱樂部的興趣。最終阿仙奴在眾多競爭者中突出重圍，在2005年11月以250萬英鎊簽下了他，並和他簽署了為期五年的合同。
然而，由於英國勞工證的限制，他無法直接在英國踢比賽，他很快就於2006年2月被租借到切爾達。然而，在2006年夏天，切爾達發現由於已經簽下太多歐盟以外球員，球隊無法再向韋拿提供空間，韋拿又在06-07賽季被租借到了西班牙乙級聯賽的UD Salamanca。在隊期間，他為球隊打入8球，並且球隊總共53個進球中差不多半數以上的進球與他有關。在租借期滿後，一些較大的俱樂部都有意租借到這位暫為勞工證所限還無法為阿仙奴效力的前鋒。最終，他被租往奧沙辛拿，為期一年，但同時他有權選擇是否續約一年。但是到目前為止，還沒有跡象表明他將永久轉會。
回歸阿仙奴
2008年5月22日，卡路士·韋拿終於獲發工作證，可以代表阿仙奴在英格蘭超級聯賽上陣。領隊雲加確認韋拿為2008/09球季一隊球員，穿著12號球衣，同時他視韋拿與另一槍手伊度亞度·達施華為同一類型的前鋒.
卡路士·韋拿為阿仙奴正式比賽上陣是2008年8月30日上陣英超對紐卡素,在63分鐘後備入替雲佩斯，該場阿仙奴3-0擊敗對手。之後2008年9月23日韋拿在聯賽杯對錫菲聯的比賽以正選身分上陣，他在44、50及87分鐘打進3球完成帽子戲法，最終阿仙奴以6-0大勝對手。該比賽值得留意的是阿仙奴以年青球員為骨幹，全隊平均年齡為19歲。阿仙奴球迷改編歌曲《Jolly Good Fella》為他作了《Jolly Good Vela》。
同時間，卡路士·韋拿繼續為墨西哥國家隊效力。2008年6月8日，他在對秘魯的友誼賽20分鐘見功，這是他打進的第二個國際賽入球,並協助墨西哥4-0勝出。之後他在對中美洲國家貝里斯的資格賽中進球，勝對手1-0，次回合對貝里斯打進該場的第一球，以7-0擊潰對方。
2011年1月28日卡路士·韋拿被借用到另一支英超球會西布朗直至球季結束，期間仍未能取得正選席位，上陣8場僅有3場正選登場，取得兩個入球。2011年8月16日卡路士·韋拿再被外借返回西甲，效力皇家蘇斯達一整個球季。

## 榮譽
國家隊
- 美洲金盃冠軍：2009年；

## 註腳
1. ↑  . Real Sociedad Official Website.   [2012-12-08]. （原始内容存档于2016-03-14） （英语）.
2. ↑  .   [2008-05-25]. （原始内容存档于2008-03-03）.
3. ↑  .   [2008-05-25]. （原始内容存档于2008-05-19）.
4. ↑  . Arsenal.com. 2008-05-22  [2008-05-22]. （原始内容存档于2008-05-26）.
5. ↑  . BBC Sport. 2011-01-28  [2011-01-30]. （原始内容存档于2011-01-30） （英语）.
6. ↑  . Sky Sports. 2011-08-16  [2011-08-17]. （原始内容存档于2016-03-09） （英语）.

## 外部連結
- Arsenal.com profile
- 足球数据库：卡洛斯·維拉的球员统计数据